# 土岐康行
土岐 康行（とき やすゆき）は、南北朝時代から室町時代前期にかけての武将、守護大名。室町幕府侍所頭人、美濃・伊勢守護。土岐頼康の弟・頼雄の子。弟に満貞。子に康政、娘（土岐詮直室）。孫に康政の子の持頼と満康の子の持康がいる。元は義行を名乗っており、「義」の字は足利将軍の偏諱とみられる。

## 生涯
伯父である土岐頼康の養嗣子となり、その一字を取って義行から康行に改名した。土岐惣領家は頼康の功績によって美濃・尾張・伊勢3か国の守護大名、幕府の宿老となっていたが、将軍権力の強化を目指していて守護勢力の弱体化を試みていた3代将軍足利義満は、嘉慶元年/元中4年（1387年）に頼康が死去すると、康行の弟の満貞と密かに接触して彼に尾張の守護職を与え、さらには土岐氏の家督を継がせようと画策することで康行を挑発した。
嘉慶3年/元中6年（1389年）4月に義満が康行討伐を下すと、明徳元年/元中7年（1390年）閏3月に康行は美濃で挙兵して敗れる（土岐康行の乱）。戦後の処罰として尾張と伊勢の2ヶ国を取り上げられ、美濃守護は叔父で土岐西池田家の頼忠が任命された。これ以後は康行を名乗っており、偏諱であった「義」の字は没収されたものと考えられる。
翌明徳2年/元中8年（1391年）10月に許されて伊勢守護に再任され、同年起こった明徳の乱では戦功を挙げている。以降、康行の子孫は断続的ではあるが伊勢守護職を保持し、この系統を世保家（よやすけ）という。

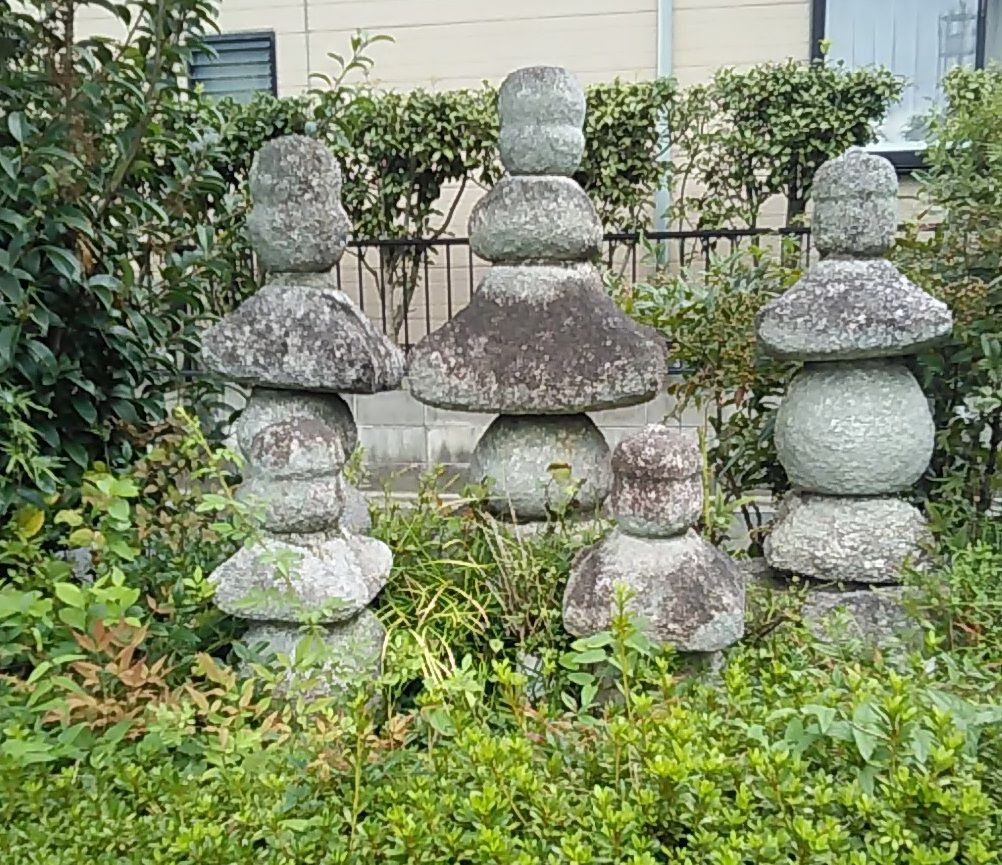
土岐康行の墓と伝わる五輪塔(いなべ市石仏墓地)

応永11年（1404年）10月6日（応永13年（1406年）9月14日とも）に死去。
至徳元年（1384年）に美濃国永安寺に梵鐘を寄進しており、岐阜県の重要文化財に指定されている（龍安寺 (美濃加茂市)蔵）。